# 119e congrès des États-Unis
3 janvier 2025 – 3 janvier 2027
Sessions
Précédent
Le 119e congrès des États-Unis est la législature fédérale américaine qui se réunit à Washington du 3 janvier 2025 au 3 janvier 2027. Elle commence à la fin de la présidence de Joe Biden avant de se poursuivre sous la seconde présidence de Donald Trump.
Les 435 représentants sont élus le 5 novembre 2024 et 35 sièges de sénateurs sont renouvelés.

## Dirigeants

### Sénat
- Président : J. D. Vance [1]
- Président pro tempore : Chuck Grassley[1]
- Présidente pro tempore emeritus : Patty Murray
- Chef de la majorité républicaine  : John Thune
- Whip de la majorité républicaine : John Barrasso
- Chef de la minorité démocrate : Chuck Schumer
- Whip de la minorité démocrate : Dick Durbin[2]

### Chambre des représentants
- Président : Mike Johnson[3],[4]
- Chef de la majorité républicaine : Steve Scalise[4]
- Whip de la majorité républicaine : Tom Emmer[4]
- Chef de la minorité démocrate : Hakeem Jeffries[4]
- Whip de la minorité démocrate : Katherine Clark[4]

## Membres

### Sénat
Les sénateurs sont élus par tiers, tous les deux ans, selon leur classe. Ils sont ici triés par État puis par classe (1, 2 ou 3). L'affiliation politique du sénateur est indiquée entre parenthèses : R pour le Parti républicain, D pour le Parti démocrate et I pour les indépendants. Les sénateurs de classe 1 sont à la fin de leur mandat (2025-2031), ils ont été élus en 2018. Les sénateurs de classe 2 sont au milieu de leur mandat (2021-2027), ayant été élus en 2020. Les sénateurs de classe 3 débutent leur mandat (2023-2029).

### Chambre des représentants
Les 435 sièges ont été pourvus par élection en novembre 2024. En plus, six membres sans droit de vote sont élus dans les territoires américains et à Washington, D. C.

## Changement pendant la législature

### Sénat
| Etat (classe) | Sénateur | Raison de la vacance | Successeur | Date de la prise de fonction |
| ------------- | -------- | -------------------- | ---------- | ---------------------------- |

### Chambre des représentants
| Circonscription | Représentant | Raison de la vacance | Successeur | Date de la prise de fonction |
| --------------- | ------------ | -------------------- | ---------- | ---------------------------- |

## Commissions

### Sénat
Sauf contre-indication, les données sont issues du site officiel du Sénat des États-Unis.

#### Commissions permanentes
| Commission                                                             | Président | Président            | Ranking member | Ranking member |
| ---------------------------------------------------------------------- | --------- | -------------------- | -------------- | -------------- |
| Commission de l'agriculture, de la nutrition et des forêts             |           | John Boozman         |                | à déterminer   |
| Commission des crédits                                                 |           | Susan Collins        |                | à déterminer   |
| Commission des forces armées                                           |           | Roger Wicker         |                | à déterminer   |
| Commission des banques, du logement et des affaires urbaines           |           | Tim Scott            |                | à déterminer   |
| Commission du budget                                                   |           | Lindsey Graham       |                | à déterminer   |
| Commission du commerce, de la science et des transports                |           | Ted Cruz             |                | à déterminer   |
| Commission sur l'énergie et les ressources naturelles                  |           | Mike Lee             |                | à déterminer   |
| Commission de l'environnement et des travaux publics                   |           | Shelley Moore Capito |                | à déterminer   |
| Commission des finances                                                |           | Mike Crapo           |                | à déterminer   |
| Commission des affaires étrangères                                     |           | Jim Risch            |                | à déterminer   |
| Commission sur la santé, l'éducation, le travail et les retraites      |           | Bill Cassidy         |                | à déterminer   |
| Commission sur la Sécurité intérieure et les Affaires gouvernementales |           | Rand Paul            |                | à déterminer   |
| Commission judiciaire                                                  |           | Chuck Grassley       |                | à déterminer   |
| Commission du règlement et de l'administration                         |           | Mitch McConnell      |                | à déterminer   |
| Commission sur les petites entreprises et l'entrepreneuriat            |           | Joni Ernst           |                | à déterminer   |
| Commission des anciens combattants                                     |           | Jerry Moran          |                | à déterminer   |

#### Commissions non permanentes
| Commission                                                              | Président | Président      | Ranking member | Ranking member |
| ----------------------------------------------------------------------- | --------- | -------------- | -------------- | -------------- |
| Comité spécial sur le vieillissement (Special)                          |           | Rick Scott     |                | à déterminer   |
| Comité spécial d'éthique (Select)                                       |           | James Lankford |                | à déterminer   |
| Comité des affaires indiennes (Permanent Select)                        |           | Lisa Murkowski |                | à déterminer   |
| Commission spéciale sur le renseignement (Select)                       |           | Tom Cotton     |                | à déterminer   |
| Caucus sur le contrôle international des stupéfiants (Permanent Caucus) |           | à déterminer   |                | à déterminer   |

### Chambre des représentants
| Commission                                                    | Président | Président    | Ranking Member | Ranking Member |
| ------------------------------------------------------------- | --------- | ------------ | -------------- | -------------- |
| Commission sur l'agriculture                                  |           | à déterminer |                | à déterminer   |
| Commission des crédits                                        |           | à déterminer |                | à déterminer   |
| Commission des forces armées                                  |           | à déterminer |                | à déterminer   |
| Commission du budget                                          |           | à déterminer |                | à déterminer   |
| Commission de l'éducation et du travail                       |           | à déterminer |                | à déterminer   |
| Commission de l'énergie et du commerce                        |           | à déterminer |                | à déterminer   |
| Commission d'éthique                                          |           | à déterminer |                | à déterminer   |
| Commission des services financiers                            |           | à déterminer |                | à déterminer   |
| Commission des affaires étrangères                            |           | à déterminer |                | à déterminer   |
| Commission sur la sécurité intérieure                         |           | à déterminer |                | à déterminer   |
| Commission de l'administration de la Chambre                  |           | à déterminer |                | à déterminer   |
| Commission permanente sur le renseignement (Permanent Select) |           | à déterminer |                | à déterminer   |
| Commission judiciaire                                         |           | à déterminer |                | à déterminer   |
| Commission sur les ressources naturelles                      |           | à déterminer |                | à déterminer   |
| Commission de surveillance et de responsabilité               |           | à déterminer |                | à déterminer   |
| Commission du règlement                                       |           | à déterminer |                | à déterminer   |
| Commission de la science, de l'espace et de la technologie    |           | à déterminer |                | à déterminer   |
| Commission sur les petites entreprises                        |           | à déterminer |                | à déterminer   |
| Commission sur les transports et les infrastructures          |           | à déterminer |                | à déterminer   |
| Commission des anciens combattants                            |           | à déterminer |                | à déterminer   |
| Commission des voies et moyens                                |           | à déterminer |                | à déterminer   |

### Commissions mixtes
| Commission                                    | Président | Président    | Vice-Président | Vice-Président | Ranking Member | Ranking Member | Vice Ranking Member | Vice Ranking Member |
| --------------------------------------------- | --------- | ------------ | -------------- | -------------- | -------------- | -------------- | ------------------- | ------------------- |
| Commission mixte sur les affaires économiques |           | à déterminer |                | à déterminer   |                | à déterminer   |                     | à déterminer        |
| Commission mixte sur la bibliothèque          |           | à déterminer |                | à déterminer   |                | à déterminer   |                     | à déterminer        |
| Comité mixte sur l'imprimerie                 |           | à déterminer |                | à déterminer   |                | à déterminer   |                     | à déterminer        |
| Comité mixte sur la fiscalité                 |           | à déterminer |                | à déterminer   |                | à déterminer   |                     | à déterminer        |